# Boston (zespół muzyczny)
Boston – amerykańska grupa rockowa, grająca hard rocka, najczęściej wiązana ze stylami AOR i rock stadionowy.

## Historia
Grupa powstała w Bostonie w 1971 i została założona przez jej długoletniego lidera, gitarzystę, pianistę i inżyniera dźwięku, absolwenta znanej politechniki Massachusetts Institute of Technology – Toma Scholza. Scholz, pracując dla Polaroida, skonstruował własnym sposobem 12-ścieżkowe studio nagraniowe, które zainstalował w piwnicy swego domu. W tym studio, wraz z czterema kolegami, gitarzystą Barrym Goudreau, wokalistą Bradem Delpem, basistą Franem Sheehanem i perkusistą Johnem „Sibem” Hashianenem, nagrał demonstracyjne taśmy, które zostały wysłane do wytwórni płytowych. Zostały one pozytywnie przyjęte przez Epic, po czym pięciu muzyków, jako grupa Boston, w 1975 podpisało kontrakt płytowy. Taśmy demonstracyjne były wykonane z taką precyzją, a produkcja ich była tak doskonała, że tylko po minimalnej obróbce wydano je jako debiutancki album grupy – Boston. Płyta spotkała się ze znakomitym przyjęciem, stając się najlepiej sprzedającym się debiutem rockowym w historii. Album zawierał takie klasyki jak: „More Than A Feeling”, „Peace of Mind”, „Smokin” i „Foreplay/Long Time”. Jako że lider grupy dzielił swój czas pomiędzy muzykowanie a działalność przedsiębiorczą (jest on producentem studyjnego sprzętu nagraniowego), grupa nagrywała sporadycznie, mając na swym koncie jedynie pięć albumów.

## Skład

### Skład aktualny
- Tom Scholz – gitara, gitara basowa, instrumenty klawiszowe, perkusja, wokal wspierający (od 1969)
- Michael Sweet – śpiew, gitara (od 2007)
- Tommy DeCarlo – śpiew, śpiew wspierający (od 2007)
- Gary Pihl – gitara, keyboard, śpiew wspierający (od 1985)
- Kimberley Dahme – bas, gitara, śpiew wspierający (od 2001)
- Jeff Neal – perkusja, śpiew wspierający (od 2002)

### Byli członkowie
- Barry Goudreau – gitara, śpiew
- Fran Cosmo – śpiew
- Brad Delp (zm. 9 marca 2007) – śpiew, gitara
- Tommy Funderburk – śpiew
- Sib Hashian (zm. 22 marca 2017) – perkusja
- Jim Masdea – perkusja
- Fran Sheehan – gitara basowa

## Dyskografia
- 1976 – Boston
- 1978 – Don’t Look Back
- 1986 – Third Stage
- 1994 – Walk On
- 1997 – Greatest Hits
- 2002 – Corporate America
- 2013 – Life, Love & Hope

## Nagrody, pozycje na listach przebojów i rekordy
- Piosenka „More Than a Feeling” została umieszczona na liście 500 piosenek które ukształtowały rock utworzonej przez Rock and Roll Hall of Fame.

| Albumy na liście The Billboard 200 | Albumy na liście The Billboard 200 | Albumy na liście The Billboard 200 | Albumy na liście The Billboard 200 |
| Rok                                | Album                              | pozycja                            |                                    |
| ---------------------------------- | ---------------------------------- | ---------------------------------- | ---------------------------------- |
| 1976                               | Boston                             | 3                                  |                                    |
| 1978                               | Don’t Look Back                    | 1                                  |                                    |
| 1987                               | Boston                             | 101                                |                                    |
| 1987                               | Don’t Look Back                    | 146                                |                                    |
| 1987                               | Third Stage                        | 3                                  |                                    |
| 1994                               | Walk On                            | 7                                  |                                    |
| 1997                               | Greatest Hits                      | 47                                 |                                    |
| 2002                               | Corporate America                  | 42                                 |                                    |

| Single na liście The Billboard Hot 100 | Single na liście The Billboard Hot 100            | Single na liście The Billboard Hot 100 | Single na liście The Billboard Hot 100 |
| Rok                                    | Piosenka                                          | pozycja                                |                                        |
| -------------------------------------- | ------------------------------------------------- | -------------------------------------- | -------------------------------------- |
| 1979                                   | „Dreaming”                                        | 27                                     |                                        |
| 1976                                   | „More Than A Feeling”                             | 5                                      |                                        |
| 1977                                   | „Peace Of Mind”                                   | 38                                     |                                        |
| 1978                                   | „Don't Look Back”                                 | 4                                      |                                        |
| 1979                                   | „Feelin' Satisfied”                               | 46                                     |                                        |
| 1979                                   | „A Man I'll Never Be”                             | 31                                     |                                        |
| 1986                                   | „Amanda”                                          | 1                                      |                                        |
| 1986                                   | „We're Ready”                                     | 9                                      |                                        |
| 1987                                   | „Can'tcha Say (You Believe in Me): Still in Love” | 20                                     |                                        |
| 1994                                   | „I Need Your Love”                                | 51                                     |                                        |